# World Orchestra
World Orchestra lub Grzech Piotrowski World Orchestra – muzyczny projekt międzynarodowy, którego pomysłodawcą i liderem jest Grzech Piotrowski. Łączy on muzykę odległych rejonów ziemi ze sobą, z jazzem i impresjonizmem. Wykonawcy grający na rzadko spotykanych instrumentach to wirtuozi pochodzący z Bułgarii, Japonii, Laponia, Mongolii, Norwegii czy Tuwy.

## Skład z pierwszego albumu[1]
- Grzech Piotrowski (Polska) - saksofon
- Theodosii Spassov (Bułgaria) - kaval
- Ruth Wilhelmine Meyer (Norwegia) - śpiew
- Terje Isungstet (Norwegia) - twórca ice-music; perkusja, instrumenty perkusyjne z drzewa, kamieni, śpiew
- Azat Bikchurin (Baszkiria/Ural) - kurai
- Marcel Comendant (Mołdawia) - cymbały mołdawskie
- Bram Stadhouders (Holandia) - gitara elektryczna
- Marcin Wasilewski (Polska) - fortepian
- Michał Barański (Polska) - kontrabas
- Jak Pilch (Polska) - instrumenty perkusyjne
- Robert Luty (Polska) - perkusja
- Sandra Kopijkowska (Polska) - harfa
- Alchemik String Orchestra (Polska)

## Skład z drugiego albumu[2]
- Grzegorz Piotrowski - dyrygent, saksofon
- Georgi Petkov - dyrygent
- The Bulgarian Voices Angelite - śpiew
- Ruth Wilhelmine Meyer - śpiew
- Таисия Краснопевцева (Taisiya Krasnopevtseva) - śpiew
- Сергей Старостин (Sergey Starostin) - śpiew
- Espen Leite Skarpengland - akordeon
- Sinikka Langeland - kantele
- Vladiswar Nadishana - multiinstrumentalista
- Lars Andreas Haug - tuba
- Azat Bikchurin - kuraj
- Marcin Wasilewski - fortepian
- Robert Luty - bębny
- Marcel Comendant - cymbały
- Bram Stadhouders - gitara elektryczna
- Michał Barański - kontrabas
- Jan Pilch - perkusja
- Gertruda Szymańska - perkusja
- Sandra Kopijkowska-Skórka - harfa
- Theodosii Spassov - kaval
- Atom String Quartet

## Galeria

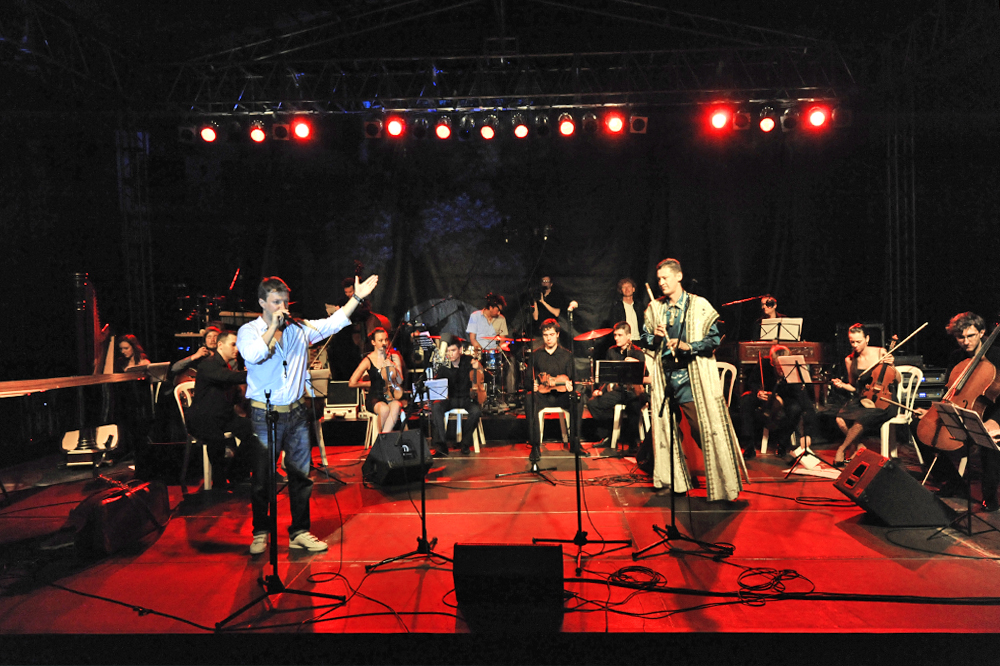
Grzech Piotrowski (po lewej) i Azat Bikchurin - kurai.
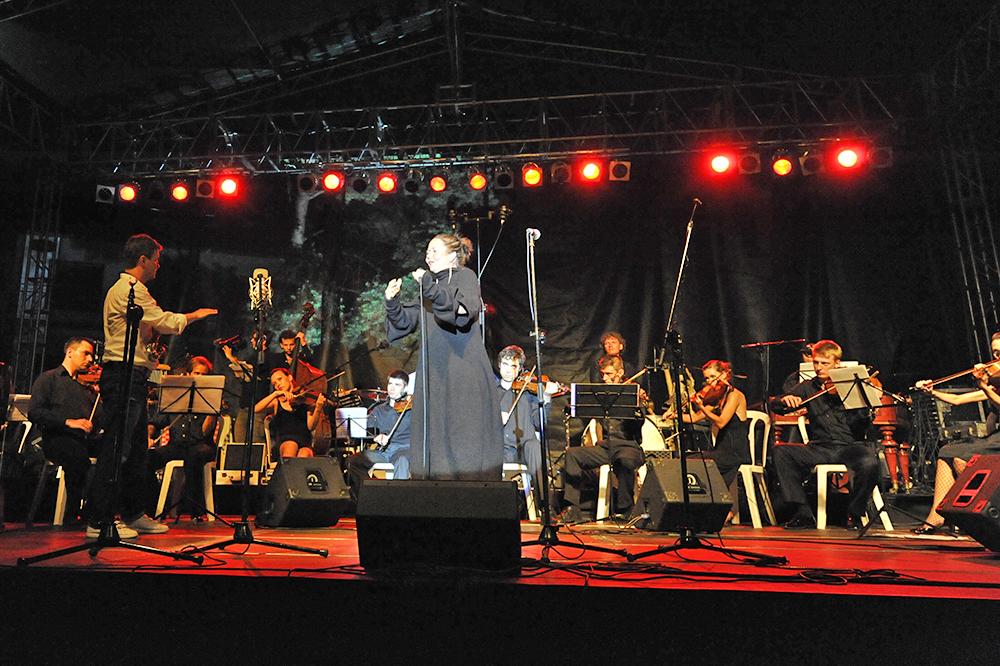
World Orchestra w Warszawie, lipiec 2010. Ruth Wilhelmine Meyer - śpiew.
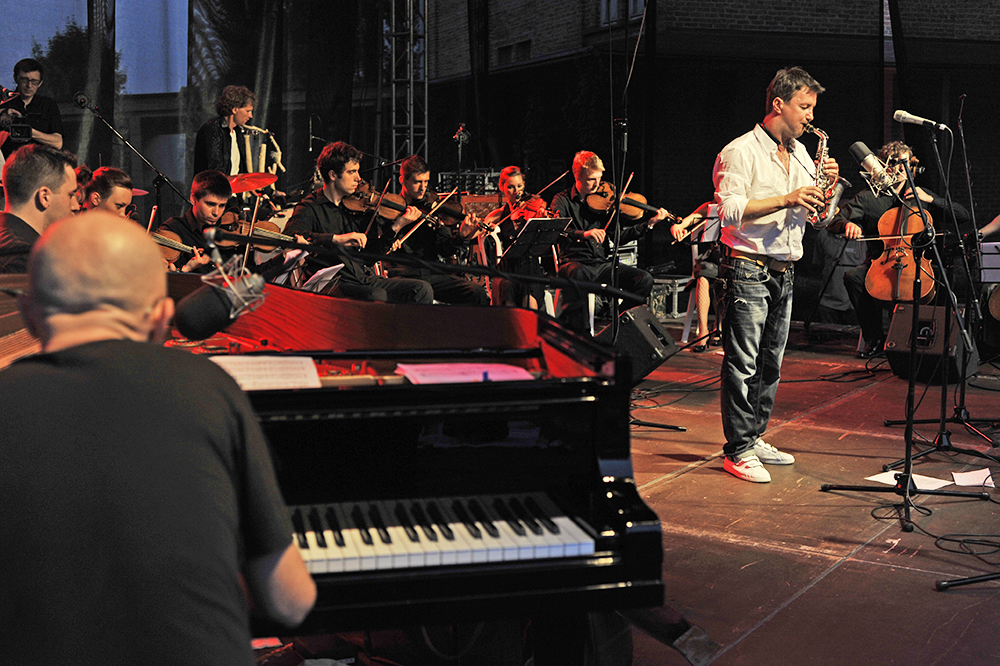
Koncert w Warszawie, lipiec 2010. Grzech Piotrowski na saksofonie, Marcin Wasilewski (tyłem) przy fortepianie.

## Dyskografia
- 2013-11-26: Live in Gdańsk (Universal)
- 2012-04-11: World Orchestra (Agora)